# National Hockey League 1955/1956
National Hockey League 1955/1956 var den 39:e säsongen av NHL. 6 lag spelade 70 matcher i grundserien innan Stanley Cup inleddes den 20 mars 1956. Stanley Cup vanns av Montreal Canadiens som tog sin 8:e titel, efter finalseger mot Detroit Red Wings med 4-1 i matcher.
Montreal Canadiens Jean Beliveau vann poängligan på 88 poäng, 47 mål och 41 assist.

## Grundserien
| Nr | Lag                 | S  | V  | O  | F  | GM  | IM  | MS  | P   |
| -- | ------------------- | -- | -- | -- | -- | --- | --- | --- | --- |
| 1  | Montreal Canadiens  | 70 | 45 | 10 | 15 | 222 | 131 | +91 | 100 |
| 2  | Detroit Red Wings   | 70 | 30 | 16 | 24 | 183 | 148 | +35 | 76  |
| 3  | New York Rangers    | 70 | 32 | 10 | 28 | 204 | 203 | +1  | 74  |
| 4  | Toronto Maple Leafs | 70 | 24 | 13 | 33 | 153 | 181 | −28 | 61  |
| 5  | Boston Bruins       | 70 | 23 | 13 | 34 | 147 | 185 | −38 | 59  |
| 6  | Chicago Black Hawks | 70 | 19 | 12 | 39 | 155 | 216 | −61 | 50  |

## Poängligan 1955/1956
Not: SM = Spelade matcher, M = Mål, A = Assists, Pts = Poäng
| Spelare         | Lag                 | SM | M  | A  | Pts |
| --------------- | ------------------- | -- | -- | -- | --- |
| Jean Beliveau   | Montreal Canadiens  | 70 | 47 | 41 | 88  |
| Gordie Howe     | Detroit Red Wings   | 70 | 38 | 41 | 79  |
| Maurice Richard | Montreal Canadiens  | 70 | 38 | 33 | 71  |
| Bert Olmstead   | Montreal Canadiens  | 70 | 14 | 56 | 70  |
| Tod Sloan       | Toronto Maple Leafs | 70 | 37 | 29 | 66  |
| Andy Bathgate   | New York Rangers    | 70 | 19 | 47 | 66  |

## Slutspelet 1956
4 lag gjorde upp om Stanley Cup-pokalen, matchserierna avgjordes i bäst av sju matcher.
Semifinaler
Montreal Canadiens vs. New York Rangers
| Datum   | Hemma              | Mål | Borta              | Mål |
| ------- | ------------------ | --- | ------------------ | --- |
| 20 mars | Montreal Canadiens | 7   | New York Rangers   | 1   |
| 22 mars | Montreal Canadiens | 2   | New York Rangers   | 4   |
| 24 mars | New York Rangers   | 1   | Montreal Canadiens | 3   |
| 25 mars | New York Rangers   | 3   | Montreal Canadiens | 5   |
| 27 mars | Montreal Canadiens | 7   | New York Rangers   | 0   |

Montreal Canadiens vann semifinalserien med 4-1 i matcher
Detroit Red Wings vs. Toronto Maple Leafs
| Datum   | Hemma               | Mål | Borta               | Mål | Not      |
| ------- | ------------------- | --- | ------------------- | --- | -------- |
| 20 mars | Detroit Red Wings   | 3   | Toronto Maple Leafs | 2   |          |
| 22 mars | Detroit Red Wings   | 3   | Toronto Maple Leafs | 1   |          |
| 24 mars | Toronto Maple Leafs | 4   | Detroit Red Wings   | 5   | SD 04:22 |
| 27 mars | Toronto Maple Leafs | 2   | Detroit Red Wings   | 0   |          |
| 29 mars | Detroit Red Wings   | 3   | Toronto Maple Leafs | 1   |          |

Detroit Red Wings vann semifinalserien med 4-1 i matcher

## Stanley Cup-final
Montreal Canadiens vs. Detroit Red Wings
| Datum    | Hemma              | Mål | Borta              | Mål | Spelplats                |
| -------- | ------------------ | --- | ------------------ | --- | ------------------------ |
| 31 mars  | Montreal Canadiens | 6   | Detroit Red Wings  | 4   | Forum, Montreal          |
| 3 april  | Montreal Canadiens | 5   | Detroit Red Wings  | 1   | Forum, Montreal          |
| 5 april  | Detroit Red Wings  | 3   | Montreal Canadiens | 1   | Detroit Olympia, Detroit |
| 8 april  | Detroit Red Wings  | 0   | Montreal Canadiens | 3   | Detroit Olympia, Detroit |
| 10 april | Montreal Canadiens | 3   | Detroit Red Wings  | 1   | Forum, Montreal          |

Montreal Canadiens vann finalserien med 4-1 i matcher

## NHL awards
| 1955–56 NHL awards            | 1955–56 NHL awards                 |
| ----------------------------- | ---------------------------------- |
| Prince of Wales Trophy:       | Montreal Canadiens                 |
| Art Ross Memorial Trophy:     | Jean Beliveau, Montreal Canadiens  |
| Calder Memorial Trophy:       | Glenn Hall, Detroit Red Wings      |
| Hart Memorial Trophy:         | Jean Beliveau, Montreal Canadiens  |
| James Norris Memorial Trophy: | Doug Harvey, Montreal Canadiens    |
| Lady Byng Memorial Trophy:    | Earl Reibel, Detroit Red Wings     |
| Vezina Trophy:                | Jacques Plante, Montreal Canadiens |

## All-Star
| Första                              | Position | Andra                             |
| ----------------------------------- | -------- | --------------------------------- |
| Jacques Plante, Montreal Canadiens  | M        | Glenn Hall, Detroit Red Wings     |
| Doug Harvey, Montreal Canadiens     | B        | Red Kelly, Detroit Red Wings      |
| Bill Gadsby, New York Rangers       | B        | Tom Johnson, Montreal Canadiens   |
| Jean Béliveau, Montreal Canadiens   | C        | Tod Sloan, Toronto Maple Leafs    |
| Maurice Richard, Montreal Canadiens | HF       | Gordie Howe, Detroit Red Wings    |
| Ted Lindsay, Detroit Red Wings      | VF       | Bert Olmstead, Montreal Canadiens |